# 白鲁础乡
白鲁础乡是中国陕西省商洛市商南县下辖的一个乡。

## 行政区划
白鲁础乡下辖以下行政区：
大竹园村、核桃坪村、白鲁础村、小川村、宽坪村、西坪村